# Paola Capriolo
Paola Capriolo (ur. 1 stycznia 1962 w Mediolanie) – włoska pisarka oraz tłumaczka literatury niemieckiej.
Studiowała filozofię na Uniwersytecie w Mediolanie (Università degli Studi di Milano). W 1988 roku ukazał się jej zbiór opowiadań La Grande Eulalia, wyróżniony nagrodą Giuseppe Berto. Opublikowana rok później powieść Il nocchiero otrzymała nagrodę Premio Rapallo Carige, a także nominację do Premio Campiello. Tworzy także literaturę dla dzieci, w 1991 roku wydała zbiór baśni La ragazza dalla stella d'oro (Dziewczynka ze złotą gwiazdą), a także tłumaczy na język włoski literaturę niemiecką, m.in. utwory Thomasa Manna, Goethego i Franza Kafki.

## Wybrana twórczość
- La Grande Eulalia (1988, ISBN 88-07-01349-5)
- Il nocchiero (1989, ISBN 88-07-01378-9)
- Il doppio regno (1991, ISBN 88-452-1708-6)
- La ragazza dalla stella d'oro (1991, ISBN 88-06-12387-4)
- Vissi d'amore (1992, ISBN 88-452-1903-8)
- La spettatrice (1995, ISBN 88-452-1708-6)
- L'assoluto artificiale. Nichilismo e mondo dell'espressione nell'opera saggistica di Gottfried Benn (1996)
- Un uomo di carattere, (1996, ISBN 88-452-2794-4)
- Con i miei mille occhi (1997, ISBN 88-452-3144-5)
- Barbara (1998, ISBN 88-452-3634-X)
- Il sogno dell'agnello  (1999, ISBN 88-452-3946-2)
- Una di loro (2001, ISBN 88-452-4702-3)
- Qualcosa nella notte. Storia di Gilgamesh, signore di Uruk, e dell'uomo selvatico cresciuto tra le gazzelle  (2003, ISBN 88-04-52039-6)
- Una luce nerissima (2005, ISBN 88-04-53518-0)
- Rilke. Biografia di uno sguardo (2006, ISBN 88-7325-143-9)
- L' amico invisibile (2006, ISBN 88-7926-579-2)
- Maria Callas (2007, ISBN 88-477-2066-4)
- Ancilla (2008, ISBN 88-6004-132-5)
- Il pianista muto (2009, ISBN 88-452-6210-3)
- Indira Gandhi (2009, ISBN 88-477-2476-7)
- La macchina dei sogni (2009, ISBN 88-566-0258-X)
- NO! (2010, ISBN 88-477-2636-0)
- L'ordine delle cose (2013, ISBN 88-477-3001-5)